# クリスティン・アームストロング
クリスティン・アームストロング（Kristin Armstrong、1973年8月11日－ ）は、アメリカ合衆国、ボイシ出身の女子自転車競技（ロードレース）選手。

## 経歴
沖縄県クバサキ高校、アイダホ大学・スポーツ心理学部卒業。なお、男子ロードのランス・アームストロングとは親戚関係はない（ランスの元妻と同名であるがまったくの別人である）。元はトライアスロン選手で、2001年に、変形性関節症を患ったことを契機に自転車競技選手に転身した。
2004年
- アメリカ合衆国選手権・個人ロードレース優勝。
- アテネ五輪・個人ロード 8位

2005年
- アメリカ合衆国選手権・ITT 優勝
- パンアメリカン自転車競技選手権大会
  - ITT優勝
  - 個人追抜 2位
- ロードレース世界選手権・ITT 3位。
- シー・オッター・クラシック 総合優勝

2006年
- アメリカ合衆国選手権
  - ITT 優勝
  - 個人ロードレース 優勝
- ロードレース世界選手権・ITT 優勝
- サン・ディアス・ステージ・レース 総合優勝
- ツアー・オブ・ザ・ジラ 総合優勝
- ネイチャー・ヴァリー・グランプリ 総合優勝
- ツール・ド・トゥーナ 総合優勝
- フーレヒオ・レディスツアー 総合優勝

2007年、
- アメリカ合衆国選手権・ITT 優勝
- ロードレース世界選手権・ITT 2位
- ネイチャー・ヴァリー・グランプリ 総合優勝

2008年
- 北京オリンピック・ITTにおいて、ただ一人34分台となる、34分51秒72をマークし、エマ・プーリー、カーリン・テュリヒらを抑えて見事金メダルを獲得した。
- ツアー・オブ・ニュージーランド 総合優勝
- ネイチャー・ヴァリー・グランプリ 総合優勝
- カスケード・クラシック 総合優勝
- ロードレース世界選手権・ITT 5位

2009年
- ロードレース世界選手権
  -  ITT優勝
  - 個人ロードレース 4位
- ツアー・オブ・ザ・ジラ 総合優勝
- ネイチャー・ヴァリー・グランプリ 総合優勝
- オープン・ド・スエド・ヴォルゴルダ チームタイムトライアル 優勝
- ツール・ド・アルデシュ 総合優勝

その後、産休のためレース活動を休止。2010年9月に男子を出産。
2011年、活動を再開した。
- シー・オッター・クラシック 総合優勝

2012年
- ロンドンオリンピック・ITT で優勝し、レオンティエン・ファンモールセルに次ぐ、史上2人目の五輪同種目2連覇を達成した。

2016年
２位のオルガ・ザベリンスカヤを5秒差で抑え、44分２６秒４２で女子史上初の快挙となる、オリンピック３連覇を達成した。